# Part of Me (Chris Cornell)
Part of Me is een nummer van de Amerikaanse singer-songwriter Chris Cornell. Het werd uitgebracht worden als de vijfde single van zijn derde studioalbum Scream en als eerste Europese en Canadese single. Het is geschreven door Cornell zelf, Tim Mosley, Jerome Harmon, Johnkenun Spivery in samenwerking met The Clutch en is geproduceerd door Timbaland en J-Roc.

## Videoclip
In de videoclip bestaan er drie verhaallijnen van drie verschillende mannen, zittend aan een bar of café die hun vriendin zien dansen met een ander persoon. Aan het einde van de clip lopen ze naar de danspartners van hun vriendin toe en slaan deze. Er zijn cameo's van boxer Wladimir Klitschko en Wu-Tang Clan rapper Method Man.

## Tracklist

### Promo-CD
1. "Part Of Me" 3:34
2. "Part Of Me" (Radio Edit) - 3:34
3. "Part Of Me" (Extended Version) - 4:48
4. "Part Of Me" (LA Riots Remix) - 4:32
5. "Part Of Me" (LA Riots Remix Alternate Version) - 4:32
6. "Part Of Me" (LMFAO Remix) - 4:02